# Falling into You
Falling into You là album phòng thu thứ 14 và album tiếng Anh thứ tư của ca sĩ người Canada Celine Dion, phát hành ngày 11 tháng 3 năm 1996 bởi Columbia Records và Epic Records. Sau thành công thương mại của The Colour of My Love (1993) và album tiếng Pháp D'eux (1995), Falling into You tiếp tục cho thấy sự tiến bộ đáng ghi nhận của Dion trong âm nhạc khi kết hợp nhiều phong cách âm nhạc và nhạc cụ khác nhau. Cô hợp tác với nhiều nhà sản xuất đương đại, bao gồm Jim Steinman, David Foster, Ric Wake và Aldo Nova, đồng thời hát lại "Falling into You" của Marie-Claire D'Ubaldo, "It's All Coming Back to Me Now" của Pandora's Box và "All by Myself" của Eric Carmen. Album cũng bao gồm những bản chuyển thể tiếng Anh của một số bài hát từ D'eux, như "If That's What It Takes" ("Pour que tu m'aimes encore"), "I Don't Know" ("Je sais pas") và "Fly" ("Vole"). "Because You Loved Me" do Diane Warren sáng tác cho bộ phim năm 1996 Up Close & Personal cũng được đưa vào đĩa nhạc.
Sau khi phát hành, Falling into You nhận được những phản ứng trái chiều từ các nhà phê bình âm nhạc, trong đó họ đánh giá cao chất giọng của Dion ở nhiều bản nhạc nhưng cho rằng phong cách sản xuất quá công thức và dễ đoán. Tuy nhiên, album vẫn nhận được sáu đề cử giải Grammy tại lễ trao giải thường niên lần thứ 39 và chiến thắng ba giải, bao gồm Album của năm và Album giọng pop xuất sắc nhất. Falling into You cũng gặt hái những thành công vang dội về mặt thương mại, đứng đầu các bảng xếp hạng tại nhiều thị trường lớn như Úc, Canada, Pháp, New Zealand, Thụy Sĩ và Vương quốc Anh, đồng thời vươn đến top 10 ở hầu hết những quốc gia còn lại. Album đạt vị trí số một trên bảng xếp hạng Billboard 200 tại Hoa Kỳ trong ba tuần không liên tiếp, trở thành album quán quân đầu tiên của Dion. Falling into You sau đó được chứng nhận 12 đĩa Bạch kim bởi Hiệp hội Công nghiệp Ghi âm Hoa Kỳ (RIAA), công nhận lượng đĩa xuất xưởng đạt 12 triệu bản tại đây và là album Kim cương đầu tiên của cô.
Năm đĩa đơn đã được phát hành từ Falling into You tại châu Âu, bốn tại Úc, và ba tại Bắc Mỹ. "Because You Loved Me" trở thành đĩa đơn thành công nhất của album, đứng đầu các bảng xếp hạng tại Úc, Canada và là đĩa đơn quán quân đầu tiên của Dion trên bảng xếp hạng Billboard Hot 100, đồng thời được đề cử giải Grammy cho Thu âm của năm và Bài hát của năm. "It's All Coming Back to Me Now" và "All by Myself" cũng gặt hái nhiều thành tích đáng kể, và đều lọt vào top 5 tại Hoa Kỳ. Để quảng bá album, nữ ca sĩ xuất hiện và trình diễn trên nhiều chương trình truyền hình và lễ trao giải lớn, như The Rosie O'Donnell Show, The Tonight Show with Jay Leno, giải thưởng Âm nhạc Thế giới năm 1996, giải Grammy lần thứ 39 và giải Oscar lần thứ 69, cũng như thực hiện chuyến lưu diễn Falling into You: Around the World với 145 buổi diễn khắp Bắc Mỹ, Châu Âu, Châu Á và Châu Đại Dương. Tính đến nay, Falling into You đã bán được hơn 32 triệu bản trên toàn thế giới, trở thành một trong những album bán chạy nhất mọi thời đại.

## Danh sách bài hát
Album bao gồm 14 bài hát trong phiên bản tại Hoa Kỳ, 15 bài ở Canada và 16 bài ở những quốc gia khác. Một số bài hát được thêm vào bên ngoài Hoa Kỳ bao gồm: "Your Light", "(You Make Me Feel Like) A Natural Woman", "To Love You More" và "Sola Otra Vez".
| Falling into You – Phiên bản tại Hoa Kỳ | Falling into You – Phiên bản tại Hoa Kỳ | Falling into You – Phiên bản tại Hoa Kỳ           | Falling into You – Phiên bản tại Hoa Kỳ    | Falling into You – Phiên bản tại Hoa Kỳ |
| STT                                     | Nhan đề                                 | Sáng tác                                          | Sản xuất                                   | Thời lượng                              |
| --------------------------------------- | --------------------------------------- | ------------------------------------------------- | ------------------------------------------ | --------------------------------------- |
| 1.                                      | "It's All Coming Back to Me Now"        | Jim Steinman                                      | Steinman Steven Rinkoff [a] Roy Bittan [a] | 7:37                                    |
| 2.                                      | "Because You Loved Me"                  | Diane Warren                                      | David Foster                               | 4:33                                    |
| 3.                                      | "Falling into You"                      | Billy Steinberg Rick Nowels Marie-Claire D'Ubaldo | Nowels Steinberg                           | 4:18                                    |
| 4.                                      | "Make You Happy"                        | Andy Marvel                                       | Ric Wake                                   | 4:31                                    |
| 5.                                      | "Seduces Me"                            | Dan Hill John Sheard                              | Rick Hahn Hill John Jones                  | 3:46                                    |
| 6.                                      | "All by Myself"                         | Eric Carmen Sergei Rachmaninoff                   | Foster                                     | 5:12                                    |
| 7.                                      | "Declaration of Love"                   | Michael Jay Claude Gaudette                       | Wake                                       | 4:20                                    |
| 8.                                      | "Dreamin' of You"                       | Aldo Nova Peter Barbeau                           | Nova                                       | 5:07                                    |
| 9.                                      | "I Love You"                            | Nova                                              | Foster                                     | 5:30                                    |
| 10.                                     | "If That's What It Takes"               | Jean-Jacques Goldman Phil Galdston                | Goldman Humberto Gatica                    | 4:12                                    |
| 11.                                     | "I Don't Know"                          | Goldman J. Kapler Galdston                        | Goldman Gatica                             | 4:38                                    |
| 12.                                     | "River Deep, Mountain High"             | Ellie Greenwich Jeff Barry Phil Spector           | Steinman Rinkoff [a]                       | 4:10                                    |
| 13.                                     | "Call the Man"                          | Andy Hill Peter Sinfield                          | Steinman Rinkoff [a] Jeff Bova [a]         | 6:08                                    |
| 14.                                     | "Fly"                                   | Goldman Galdston                                  | Goldman Gatica                             | 2:58                                    |
| Tổng thời lượng:                        | Tổng thời lượng:                        | Tổng thời lượng:                                  | Tổng thời lượng:                           | 67:00                                   |

| Falling into You – Phiên bản tại Châu Á (bản nhạc bổ sung) | Falling into You – Phiên bản tại Châu Á (bản nhạc bổ sung) | Falling into You – Phiên bản tại Châu Á (bản nhạc bổ sung) | Falling into You – Phiên bản tại Châu Á (bản nhạc bổ sung) | Falling into You – Phiên bản tại Châu Á (bản nhạc bổ sung) |
| STT                                                        | Nhan đề                                                    | Sáng tác                                                   | Sản xuất                                                   | Thời lượng                                                 |
| ---------------------------------------------------------- | ---------------------------------------------------------- | ---------------------------------------------------------- | ---------------------------------------------------------- | ---------------------------------------------------------- |
| 8.                                                         | "(You Make Me Feel Like) A Natural Woman"                  | Gerry Goffin Carole King Jerry Wexler                      | Foster                                                     | 3:40                                                       |
| 16.                                                        | "To Love You More"                                         | Foster Junior Miles                                        | Foster                                                     | 5:29                                                       |
| Tổng thời lượng:                                           | Tổng thời lượng:                                           | Tổng thời lượng:                                           | Tổng thời lượng:                                           | 76:09                                                      |

| Falling into You – Phiên bản tại Úc và Châu Âu (bản nhạc bổ sung) | Falling into You – Phiên bản tại Úc và Châu Âu (bản nhạc bổ sung) | Falling into You – Phiên bản tại Úc và Châu Âu (bản nhạc bổ sung) | Falling into You – Phiên bản tại Úc và Châu Âu (bản nhạc bổ sung) | Falling into You – Phiên bản tại Úc và Châu Âu (bản nhạc bổ sung) |
| STT                                                               | Nhan đề                                                           | Sáng tác                                                          | Sản xuất                                                          | Thời lượng                                                        |
| ----------------------------------------------------------------- | ----------------------------------------------------------------- | ----------------------------------------------------------------- | ----------------------------------------------------------------- | ----------------------------------------------------------------- |
| 8.                                                                | "(You Make Me Feel Like) A Natural Woman"                         | Goffin King Wexler                                                | Foster                                                            | 3:40                                                              |
| 14.                                                               | "Your Light"                                                      | Nova                                                              | Nova                                                              | 5:14                                                              |
| Tổng thời lượng:                                                  | Tổng thời lượng:                                                  | Tổng thời lượng:                                                  | Tổng thời lượng:                                                  | 75:54                                                             |

| Falling into You – Phiên bản tại Canada (bản nhạc bổ sung) | Falling into You – Phiên bản tại Canada (bản nhạc bổ sung) | Falling into You – Phiên bản tại Canada (bản nhạc bổ sung) | Falling into You – Phiên bản tại Canada (bản nhạc bổ sung) | Falling into You – Phiên bản tại Canada (bản nhạc bổ sung) |
| STT                                                        | Nhan đề                                                    | Sáng tác                                                   | Sản xuất                                                   | Thời lượng                                                 |
| ---------------------------------------------------------- | ---------------------------------------------------------- | ---------------------------------------------------------- | ---------------------------------------------------------- | ---------------------------------------------------------- |
| 13.                                                        | "Your Light"                                               | Nova                                                       | Nova                                                       | 5:14                                                       |
| Tổng thời lượng:                                           | Tổng thời lượng:                                           | Tổng thời lượng:                                           | Tổng thời lượng:                                           | 72:14                                                      |

| Falling into You – Phiên bản tại Nhật Bản (bản nhạc bổ sung) | Falling into You – Phiên bản tại Nhật Bản (bản nhạc bổ sung) | Falling into You – Phiên bản tại Nhật Bản (bản nhạc bổ sung) | Falling into You – Phiên bản tại Nhật Bản (bản nhạc bổ sung) | Falling into You – Phiên bản tại Nhật Bản (bản nhạc bổ sung) |
| STT                                                          | Nhan đề                                                      | Sáng tác                                                     | Sản xuất                                                     | Thời lượng                                                   |
| ------------------------------------------------------------ | ------------------------------------------------------------ | ------------------------------------------------------------ | ------------------------------------------------------------ | ------------------------------------------------------------ |
| 13.                                                          | "Your Light"                                                 | Nova                                                         | Nova                                                         | 5:14                                                         |
| 16.                                                          | "To Love You More"                                           | Foster Miles                                                 | Foster                                                       | 5:29                                                         |
| Tổng thời lượng:                                             | Tổng thời lượng:                                             | Tổng thời lượng:                                             | Tổng thời lượng:                                             | 77:43                                                        |

| Falling into You – Phiên bản tại Châu Mỹ Latinh và Tây Ban Nha (bản nhạc bổ sung) | Falling into You – Phiên bản tại Châu Mỹ Latinh và Tây Ban Nha (bản nhạc bổ sung) | Falling into You – Phiên bản tại Châu Mỹ Latinh và Tây Ban Nha (bản nhạc bổ sung) | Falling into You – Phiên bản tại Châu Mỹ Latinh và Tây Ban Nha (bản nhạc bổ sung) | Falling into You – Phiên bản tại Châu Mỹ Latinh và Tây Ban Nha (bản nhạc bổ sung) |
| STT                                                                               | Nhan đề                                                                           | Sáng tác                                                                          | Sản xuất                                                                          | Thời lượng                                                                        |
| --------------------------------------------------------------------------------- | --------------------------------------------------------------------------------- | --------------------------------------------------------------------------------- | --------------------------------------------------------------------------------- | --------------------------------------------------------------------------------- |
| 8.                                                                                | "(You Make Me Feel Like) A Natural Woman"                                         | Goffin King Wexler                                                                | Foster                                                                            | 3:40                                                                              |
| 16.                                                                               | "Sola Otra Vez"                                                                   | Carmen Rachmaninoff Manny Benito                                                  | Foster                                                                            | 5:12                                                                              |
| Tổng thời lượng:                                                                  | Tổng thời lượng:                                                                  | Tổng thời lượng:                                                                  | Tổng thời lượng:                                                                  | 75:52                                                                             |

| Falling into You – Phiên bản giới hạn tại Châu Á (Đĩa 2) | Falling into You – Phiên bản giới hạn tại Châu Á (Đĩa 2) | Falling into You – Phiên bản giới hạn tại Châu Á (Đĩa 2)       | Falling into You – Phiên bản giới hạn tại Châu Á (Đĩa 2) | Falling into You – Phiên bản giới hạn tại Châu Á (Đĩa 2) |
| STT                                                      | Nhan đề                                                  | Sáng tác                                                       | Sản xuất                                                 | Thời lượng                                               |
| -------------------------------------------------------- | -------------------------------------------------------- | -------------------------------------------------------------- | -------------------------------------------------------- | -------------------------------------------------------- |
| 1.                                                       | "The Power of the Dream"                                 | Foster Babyface Linda Thompson                                 | Foster Babyface [a]                                      | 4:30                                                     |
| 2.                                                       | "Your Light"                                             | Nova                                                           | Nova                                                     | 5:12                                                     |
| 3.                                                       | "It's All Coming Back to Me Now" (classic paradise mix)  | Steinman                                                       | Steinman Rinkoff [a] Bittan [a] Love to Infinity [b]     | 8:17                                                     |
| 4.                                                       | "The Power of Love" (trực tiếp)                          | Gunther Mende Candy DeRouge Jennifer Rush Mary Susan Applegate | Foster                                                   | 4:45                                                     |
| 5.                                                       | "River Deep, Mountain High" (trực tiếp)                  | Greenwich Barry Spector                                        | Steinman Rinkoff [a]                                     | 3:30                                                     |
| Tổng thời lượng:                                         | Tổng thời lượng:                                         | Tổng thời lượng:                                               | Tổng thời lượng:                                         | 26:14                                                    |

| Falling into You – Phiên bản giới hạn tại Úc (Đĩa 2) | Falling into You – Phiên bản giới hạn tại Úc (Đĩa 2) | Falling into You – Phiên bản giới hạn tại Úc (Đĩa 2) | Falling into You – Phiên bản giới hạn tại Úc (Đĩa 2) | Falling into You – Phiên bản giới hạn tại Úc (Đĩa 2) |
| STT                                                  | Nhan đề                                              | Sáng tác                                             | Sản xuất                                             | Thời lượng                                           |
| ---------------------------------------------------- | ---------------------------------------------------- | ---------------------------------------------------- | ---------------------------------------------------- | ---------------------------------------------------- |
| 1.                                                   | "Because You Loved Me"                               | Warren                                               | Foster                                               | 4:33                                                 |
| 2.                                                   | "I Don't Know"                                       | Goldman Kapler Galdston                              | Goldman Gatica                                       | 4:38                                                 |
| 3.                                                   | "Pour que tu m'aimes encore"                         | Goldman                                              | Goldman Erick Benzi                                  | 4:14                                                 |
| 4.                                                   | "Le ballet"                                          | Goldman                                              | Goldman Benzi                                        | 4:25                                                 |
| 5.                                                   | "The Power of the Dream"                             | Foster Babyface Thompson                             | Foster Babyface [a]                                  | 4:31                                                 |
| Tổng thời lượng:                                     | Tổng thời lượng:                                     | Tổng thời lượng:                                     | Tổng thời lượng:                                     | 22:21                                                |

| Falling into You – Phiên bản giới hạn tại Úc (Đĩa 2) (chỉ có tại Brashs) | Falling into You – Phiên bản giới hạn tại Úc (Đĩa 2) (chỉ có tại Brashs) | Falling into You – Phiên bản giới hạn tại Úc (Đĩa 2) (chỉ có tại Brashs) | Falling into You – Phiên bản giới hạn tại Úc (Đĩa 2) (chỉ có tại Brashs) | Falling into You – Phiên bản giới hạn tại Úc (Đĩa 2) (chỉ có tại Brashs) |
| STT                                                                      | Nhan đề                                                                  | Sáng tác                                                                 | Sản xuất                                                                 | Thời lượng                                                               |
| ------------------------------------------------------------------------ | ------------------------------------------------------------------------ | ------------------------------------------------------------------------ | ------------------------------------------------------------------------ | ------------------------------------------------------------------------ |
| 1.                                                                       | "Everybody's Talkin' My Baby Down" (trực tiếp)                           | Arnie Roman Russ DeSalvo                                                 | Wake                                                                     | 3:48                                                                     |
| 2.                                                                       | "Love Can Move Mountains" (trực tiếp)                                    | Warren                                                                   | Wake                                                                     | 4:16                                                                     |
| 3.                                                                       | "If You Asked Me To" (trực tiếp)                                         | Warren                                                                   | Guy Roche                                                                | 3:59                                                                     |
| 4.                                                                       | "Only One Road" (trực tiếp)                                              | Peter Zizzo                                                              | Wake                                                                     | 4:40                                                                     |
| 5.                                                                       | "Think Twice" (trực tiếp)                                                | Hill Sinfield                                                            | Christopher Neil Nova [c]                                                | 4:32                                                                     |
| 6.                                                                       | "The Power of Love" (trực tiếp)                                          | Mende DeRouge Rush Applegate                                             | Foster                                                                   | 5:27                                                                     |
| Tổng thời lượng:                                                         | Tổng thời lượng:                                                         | Tổng thời lượng:                                                         | Tổng thời lượng:                                                         | 26:42                                                                    |

Ghi chú
- ^a  nghĩa là đồng sản xuất
- ^b  nghĩa là sản xuất bổ sung và phối lại
- ^c  nghĩa là sản xuất bổ sung

## Xếp hạng
| Bảng xếp hạng (1996–1997)                | Vị trí cao nhất |
| ---------------------------------------- | --------------- |
| Album Úc (ARIA)                          | 1               |
| Album Áo (Ö3 Austria)                    | 1               |
| Album Bỉ (Ultratop Vlaanderen)           | 2               |
| Album Bỉ (Ultratop Wallonie)             | 1               |
| Canada Top Albums/CDs (RPM)              | 1               |
| Album Canada (Billboard)                 | 1               |
| Album Cộng hòa Séc (ČNS IFPI)            | 18              |
| Album Đan Mạch (Hitlisten)               | 1               |
| Album Hà Lan (Album Top 100)             | 1               |
| Album Châu Âu (Music & Media)            | 1               |
| Album Phần Lan (Suomen virallinen lista) | 9               |
| Album Pháp (SNEP)                        | 1               |
| Album Đức (Offizielle Top 100)           | 5               |
| Album Hy Lạp (IFPI)                      | 3               |
| Album Hungaria (MAHASZ)                  | 13              |
| Album Iceland (Tónlist)                  | 10              |
| Album Ireland (IRMA)                     | 2               |
| Album Ý (FIMI)                           | 4               |
| Album Nhật Bản (Oricon)                  | 6               |
| Album Malaysia (RIM)                     | 2               |
| Album New Zealand (RMNZ)                 | 1               |
| Album Na Uy (VG-lista)                   | 1               |
| Album Bồ Đào Nha (AFP)                   | 2               |
| Album Quebec (ADISQ)                     | 1               |
| Album Scotland (OCC)                     | 1               |
| Album Tây Ban Nha (PROMUSICAE)           | 4               |
| Album Thụy Điển (Sverigetopplistan)      | 1               |
| Album Thụy Sĩ (Schweizer Hitparade)      | 1               |
| Album Anh Quốc (OCC)                     | 1               |
| Album Hoa Kỳ Billboard 200               | 1               |

| Bảng xếp hạng (1996)                | Vị trí |
| ----------------------------------- | ------ |
| Album Úc (ARIA)                     | 2      |
| Album Áo (Ö3 Austria)               | 2      |
| Album Canada (RPM)                  | 2      |
| Album Hà Lan (Album Top 100)        | 1      |
| European Albums (Music & Media)     | 2      |
| Album Châu Âu (SNEP)                | 2      |
| Album Đức (Offizielle Top 100)      | 7      |
| Album Ý (Hit Parade)                | 20     |
| Album Nhật Bản (Oricon)             | 45     |
| Album New Zealand (RMNZ)            | 3      |
| Album Tây Ban Nha (PROMUSICAE)      | 21     |
| Album Thụy Điển (Sverigetopplistan) | 10     |
| Album Thụy Sĩ (Schweizer Hitparade) | 2      |
| Album Anh Quốc (OCC)                | 4      |
| Hoa Kỳ Billboard 200                | 3      |
| Bảng xếp hạng (1997)                | Vị trí |
| Album Úc (ARIA)                     | 9      |
| Album Bỉ (Ultratop Flanders)        | 23     |
| Album Bỉ (Ultratop Wallonia)        | 51     |
| Album Canada (SoundScan)            | 15     |
| Album Đan Mạch (Hitlisten)          | 28     |
| Album Hà Lan (Album Top 100)        | 8      |
| Album Châu Âu (Music & Media)       | 8      |
| Album Đức (Offizielle Top 100)      | 20     |
| Album New Zealand (RMNZ)            | 8      |
| Album Anh Quốc (OCC)                | 27     |
| Hoa Kỳ Billboard 200                | 3      |
| Bảng xếp hạng (1998)                | Vị trí |
| Album Canada (SoundScan)            | 149    |
| Album Anh Quốc (OCC)                | 109    |
| Hoa Kỳ Billboard 200                | 144    |

| Bảng xếp hạng (1990–99) | Vị trí |
| ----------------------- | ------ |
| Album Áo (Ö3 Austria)   | 10     |
| Album Anh Quốc (OCC)    | 10     |
| Hoa Kỳ Billboard 200    | 6      |

| Bảng xếp hạng                    | Vị trí |
| -------------------------------- | ------ |
| Album Nghệ sĩ Canada (SoundScan) | 9      |
| Album Ireland Nghệ sĩ Nữ (OCC)   | 18     |
| Album Anh Quốc (OCC)             | 57     |
| Album Anh Quốc (Nữ) (OCC)        | 19     |
| Hoa Kỳ Billboard 200             | 21     |
| Hoa Kỳ Billboard 200 (Nữ)        | 11     |

## Chứng nhận
| Quốc gia | Chứng nhận        | Số đơn vị/doanh số chứng nhận |
| --- | ----------------- | ----------------------------- |
| Argentina (CAPIF) | Bạch kim          | 75,000                        |
| Úc (ARIA) | 13× Bạch kim      | 1,000,000                     |
| Áo (IFPI Áo) | 2× Bạch kim       | 100.000*                      |
| Bỉ (BEA) | 4× Bạch kim       | 200.000*                      |
| Brasil (Pro-Música Brasil) | Vàng              | 200,000                       |
| Canada (Music Canada) | Kim cương         | 1,600,000                     |
| Đan Mạch (IFPI Đan Mạch) | 8× Bạch kim       | 160.000‡                      |
| Phần Lan (Musiikkituottajat) | Bạch kim          | 51,952                        |
| Pháp (SNEP) | Kim cương         | 1.000.000*                    |
| Đức (BVMI) | 5× Vàng           | 1.250.000^                    |
| Hungary (Mahasz) | Vàng              | 50.000^                       |
| Ý (FIMI) | —                 | 150,000                       |
| Nhật Bản (RIAJ) | 4× Bạch kim       | 800.000^                      |
| Hà Lan (NVPI) | 6× Bạch kim       | 600.000^                      |
| New Zealand (RMNZ) | 12× Bạch kim      | 180.000^                      |
| Na Uy (IFPI) | 3× Bạch kim       | 150.000*                      |
| Ba Lan (ZPAV) | Bạch kim          | 100.000*                      |
| Bồ Đào Nha (AFP) | 2× Bạch kim       | 80.000^                       |
| Singapore (RIAS) | Bạch kim          | 120,000                       |
| Nam Phi (RISA) | —                 | 600,000                       |
| Tây Ban Nha (PROMUSICAE) | 2× Bạch kim       | 200.000^                      |
| Thụy Điển (GLF) | 2× Bạch kim       | 200.000^                      |
| Thụy Sĩ (IFPI) | 3× Bạch kim       | 150.000^                      |
| Đài Loan (RIT) | 12× Bạch kim+Vàng | 633,518                       |
| Thổ Nhĩ Kỳ (Mü-Yap) | Vàng              | 20,000                        |
| Anh Quốc (BPI) | 7× Bạch kim       | 2,193,998                     |
| Hoa Kỳ (RIAA) | 12× Bạch kim      | 12.000.000‡                   |
| Tổng hợp |                   |                               |
| Châu Âu (IFPI) | 9× Bạch kim       | 9.000.000*                    |
| Toàn cầu | —                 | 32,000,000                    |
| * Chứng nhận dựa theo doanh số tiêu thụ. ^ Chứng nhận dựa theo doanh số nhập hàng. ‡ Chứng nhận dựa theo doanh số tiêu thụ và phát trực tuyến. |                   |                               |

## Lịch sử phát hành
| Khu vực                 | Ngày                 | Hãng đĩa       | Định dạng      | Mã số           |
| ----------------------- | -------------------- | -------------- | -------------- | --------------- |
| Úc                      | 11 tháng 3 năm 1996  | Epic           | CD cassette    | 483792          |
| Châu Âu, Vương quốc Anh | 11 tháng 3 năm 1996  | Columbia, Epic | CD LP cassette | 483792          |
| Hoa Kỳ                  | 12 tháng 3 năm 1996  | 550 Music      | CD cassette    | 67541           |
| Canada                  | 12 tháng 3 năm 1996  | Columbia       | CD cassette    | 33068           |
| Nhật Bản                | 14 tháng 3 năm 1996  | SMEJ           | CD             | ESCA-6410       |
| Nhật Bản                | 30 tháng 5 năm 2018  | SMEJ           | Blu-spec CD2   | SICP-31167      |
| Nhiều                   | 12 tháng 10 năm 2018 | Columbia       | LP             | 1-90758-63861-4 |